# Isabelle Plongeon
 (octobre 2018).
Si vous disposez d'ouvrages ou d'articles de référence ou si vous connaissez des sites web de qualité traitant du thème abordé ici, merci de compléter l'article en donnant les références utiles à sa vérifiabilité et en les liant à la section « Notes et références ».
Isabelle Plongeon est une scénariste française de bande dessinée née le 28 décembre 1968.

## Liste des albums
- 2000 : Les Apatrides avec Frédéric Peynet[1]
- 2000 Toran, dessinateur Frédéric Peynet[2]
- 2000 Darkan, dessinateur François Mougne
- 2001 Eloïms série en deux tomes, dessinateur Fairhid Zerriouh
- 2002 Les Seigneurs d'Agartha, dessinateur Philippe Briones
- 2003 à 2004 tome 7, 8 et 9 des Ailes du Phaéton, dessinateur Serge Fino
- 2003 et 2004 : Les Poussières de l'infini, dessinateur Fairhid Zerriouh
- 2004, 2006 et 2008 : Les 3 tomes de L'Homme qui refusait de mourir, dessinateur François Mougne
- 2004 : Virus, dessinateur Stefano Palumbo
- 2012 : Petite Geisha, dessinateur : Daniela Di Mateo